# Ivanhoe (Minnesota)
Ivanhoe – miasto w Stanach Zjednoczonych, w stanie Minnesota, siedziba administracyjna hrabstwa Lincoln.

## Historia
Miasto Ivanhoe powstało w 1901 roku. Nazwa miejscowości pochodzi od tytułu książki Waltera Scotta pt. Ivanhoe.

## Geografia
Według danych zebranych przez United States Census Bureau powierzchnia miasta Ivanhoe wynosi 2,33 km², z czego 0,05 km² to woda. Miasto leży na wysokości 509 m n.p.m..

## Demografia
Według statystycznego spisu ludności z 2020 roku w miejscowości Ivanhoe mieszkało 560 mieszkańców. Duży odsetek mieszkańców Ivanhoe ma pochodzenie polskie.